# Lijst van gemeentelijke monumenten in IJsselstein
De gemeente IJsselstein kent 153 gemeentelijke monumenten, hieronder een (onvolledig) overzicht.
| Object                           | Bouwjaar                            | Architect        | Locatie                               | Plaats      | Coördinaten                  | Nr.               | Afbeelding                       |
| -------------------------------- | ----------------------------------- | ---------------- | ------------------------------------- | ----------- | ---------------------------- | ----------------- | -------------------------------- |
| Touwslagerij                     | 1860                                |                  | Achtersloot 22 (gedeeltelijk)         | IJsselstein | 52° 1' 12" NB, 5° 2' 19" OL  | 0353/E2966        | Upload foto                      |
| Touwslagerij                     | 1860                                |                  | Achtersloot 24 (gedeeltelijk)         | IJsselstein | 52° 1' 12" NB, 5° 2' 19" OL  | 0353/E3120        | Upload foto                      |
| Touwslagerij                     | 1860                                |                  | Touwlaan 2                            | IJsselstein | 52° 1' 11" NB, 5° 2' 19" OL  | 0353/E1721        | Touwslagerij                     |
| Langhuisboerderij Patrimonium    | 1920                                |                  | Achtersloot 23                        | IJsselstein | 52° 1' 30" NB, 5° 1' 52" OL  | 0353/A1052        | Upload foto                      |
| T-huisboerderij Nooit Gedacht    | 19de eeuw - 1920                    |                  | Achtersloot 33 & Broeksdijk 1         | IJsselstein | 52° 1' 41" NB, 5° 1' 42" OL  | 0353/A1052        | Upload foto                      |
| Arbeiderswoning                  | 1910                                | A.M. Poot        | Achtersloot 40                        | IJsselstein | 52° 1' 14" NB, 5° 2' 16" OL  | 0353/E783         | Upload foto                      |
| Arbeiderswoning                  | 1911                                | C. Boer          | Achtersloot 42                        | IJsselstein | 52° 1' 15" NB, 5° 2' 15" OL  | 0353/E784         | Upload foto                      |
| Dubbele arbeiderswoning          | 1910                                | A.M. Poot        | Achtersloot 44                        | IJsselstein | 52° 1' 15" NB, 5° 2' 14" OL  | 0353/E3109        | Upload foto                      |
| Dubbele arbeiderswoning          | 1910                                | A.M. Poot        | Achtersloot 46                        | IJsselstein | 52° 1' 15" NB, 5° 2' 14" OL  | 0353/E3108        | Upload foto                      |
| Langhuisboerderij                | ca 1880                             |                  | Achtersloot 47                        | IJsselstein | 52° 1' 52" NB, 5° 1' 31" OL  | 0353/G561         | Upload foto                      |
| Langhuisboerderij                | ca 1880                             |                  | Achtersloot 47a                       | IJsselstein | 52° 1' 52" NB, 5° 1' 33" OL  | 0353/G486         | Upload foto                      |
| L-huisboerderij                  | 1917                                |                  | Achtersloot 61                        | IJsselstein | 52° 2' 5" NB, 5° 1' 22" OL   | 0353/G98          | Upload foto                      |
| Langhuisboerderij Langevelden    | 1809                                |                  | Achtersloot 71                        | IJsselstein | 52° 2' 12" NB, 5° 1' 18" OL  | 0353/G88          | Upload foto                      |
| Diep huis                        | 1910                                |                  | Achtersloot 73                        | IJsselstein | 52° 2' 12" NB, 5° 1' 17" OL  | 0353/G90          | Upload foto                      |
| Langhuisboerderij Welgelegen     | 1900                                |                  | Achtersloot 75                        | IJsselstein | 52° 2' 15" NB, 5° 1' 15" OL  | 0353/G528         | Upload foto                      |
| Langhuisboerderij                | ca 1910                             |                  | Achtersloot 81                        | IJsselstein | 52° 2' 20" NB, 5° 0' 58" OL  | 0353/G516         | Upload foto                      |
| Langhuisboerderij                | ca 1882                             |                  | Achtersloot 83                        | IJsselstein | 52° 2' 22" NB, 5° 0' 55" OL  | 0353/G69          | Upload foto                      |
| T-huisboerderij Carpe Diem       | ca 1900                             |                  | Achtersloot 85                        | IJsselstein | 52° 2' 24" NB, 5° 0' 53" OL  | 0353/G67          | Upload foto                      |
| Langhuisboerderij                | ca 1895                             |                  | Achtersloot 87                        | IJsselstein | 52° 2' 27" NB, 5° 0' 49" OL  | 0353/G503         | Upload foto                      |
| Langhuisboerderij Hoeve Voorzorg | ca 1890                             |                  | Achtersloot 89a                       | IJsselstein | 52° 2' 29" NB, 5° 0' 47" OL  | 0353/G465         | Upload foto                      |
| Langhuisboerderij                | 1651                                |                  | Achtersloot 91                        | IJsselstein | 52° 2' 29" NB, 5° 0' 45" OL  | 0353/G58          | Upload foto                      |
| Langhuisboerderij                | 1888                                |                  | Achtersloot 97                        | IJsselstein | 52° 2' 52" NB, 5° 0' 22" OL  | 0353/G546         | Upload foto                      |
| Landhuis Repos Ailleurs          | 1929                                | J.H. Rollmann    | Achtersloot 102                       | IJsselstein | 52° 1' 28" NB, 5° 1' 57" OL  | 0353/E3078        | Upload foto                      |
| Langhuisboerderij                | 1880                                |                  | Achtersloot 103                       | IJsselstein | 52° 2' 52" NB, 4° 59' 52" OL | 0353/G449         | Upload foto                      |
| Langhuisboerderij Lampsins Hoeve | 1868                                |                  | Achtersloot 107                       | IJsselstein | 52° 2' 55" NB, 4° 59' 41" OL | 0353/G431         | Upload foto                      |
| Langhuisboerderij                | 1900                                |                  | Achtersloot 168                       | IJsselstein | 52° 2' 32" NB, 5° 0' 47" OL  | 0353/G139         | Upload foto                      |
| Langhuisboerderij Gouweberg      | 1900                                |                  | Achtersloot 190                       | IJsselstein | 52° 2' 54" NB, 4° 59' 53" OL | 0353/G405         | Upload foto                      |
| Tuiblok                          | 1940                                |                  | Beneluxweg - Baronieweg (geen nummer) | IJsselstein | 52° 0' 54" NB, 5° 2' 58" OL  | 0353/C2208        | Upload foto                      |
| Diep huis                        | 1900                                |                  | Benschopperstraat 15                  | IJsselstein | 52° 1' 7" NB, 5° 2' 30" OL   | 0353/F1085        | Upload foto                      |
| Diep huis                        | 1780                                |                  | Benschopperstraat 30                  | IJsselstein | 52° 1' 8" NB, 5° 2' 34" OL   | 0353/F1709        | Upload foto                      |
| Diep huis                        | 1880                                |                  | Benschopperstraat 42                  | IJsselstein | 52° 1' 9" NB, 5° 2' 35" OL   | 0353/F1709        | Upload foto                      |
| Brug                             | 1880                                |                  | Doelenstraat                          | IJsselstein | 52° 1' 6" NB, 5° 2' 42" OL   | 0353/F1589        | Brug                             |
| Brugwachterswoning               | 1880                                | W. Blom          | Eiteren 2                             | IJsselstein | 52° 1' 16" NB, 5° 2' 51" OL  | 0353/E1935        | Upload foto                      |
| Ophaalbrug                       | 1969                                |                  | Poortdijk 18                          | IJsselstein | 52° 1' 16" NB, 5° 2' 52" OL  | 0353/D2387        | Ophaalbrug                       |
| Villa                            | 1910                                | E.G. Wentink jr. | Poortdijk 30                          | IJsselstein | 52° 1' 19" NB, 5° 3' 1" OL   | 0353/D3670        | Villa                            |
| Woningbouwcomplex Imminkplein    | 1910 - 1920 (Poortdijk 85, 87, 89)  |                  | Imminkplein 1-26 & Poortdijk 85-95    | IJsselstein | 52° 1' 23" NB, 5° 3' 1" OL   | 0353/D3344        | Woningbouwcomplex Imminkplein    |
| Langhuisboerderij De Looije Brug | 1900                                | H.P. den Besten  | Lage Dijk Zuid 23                     | IJsselstein | 51° 59' 56" NB, 5° 3' 41" OL | 0353/H784         | Langhuisboerderij De Looije Brug |
| Arbeiderswoning                  | 1850                                |                  | Lage Dijk Zuid 44                     | IJsselstein | 51° 59' 49" NB, 5° 3' 46" OL | 0353/H275         | Arbeiderswoning                  |
| Grenspalen                       | vermoedelijk 19de eeuw (1800-1850)? |                  | Lekdijk                               | IJsselstein | 52° 0' 2" NB, 5° 4' 3" OL    | 0353/WN001        | Grenspalen                       |
| Gevelpand                        | 1930 / 1910                         |                  | Kloosterstraat 12-14                  | IJsselstein | 52° 1' 12" NB, 5° 2' 34" OL  | 0353/F1131, F1130 | Gevelpand                        |
| School                           | 1785                                |                  | Kloosterstraat 9                      | IJsselstein | 52° 1' 11" NB, 5° 2' 33" OL  | 0353/F2000        | School                           |